# Spreewaldheide
Spreewaldheide (letteralmente: "landa della foresta della Sprea"; in basso sorabo Błośańska Góla) è un comune di 439 abitanti del Brandeburgo, in Germania.

Appartiene al circondario di Dahme-Spreewald ed è parte della comunità amministrativa di Lieberose/Alta foresta della Sprea.
Non esiste alcun centro abitato denominato "Spreewaldheide": si tratta pertanto di un comune sparso.

## Geografia antropica
Il comune di Spreewaldheide è diviso nelle frazioni (Ortsteile) di Butzen, Sacrow, Waldow e Laasow.